# Kommissariat der englischen Gelder

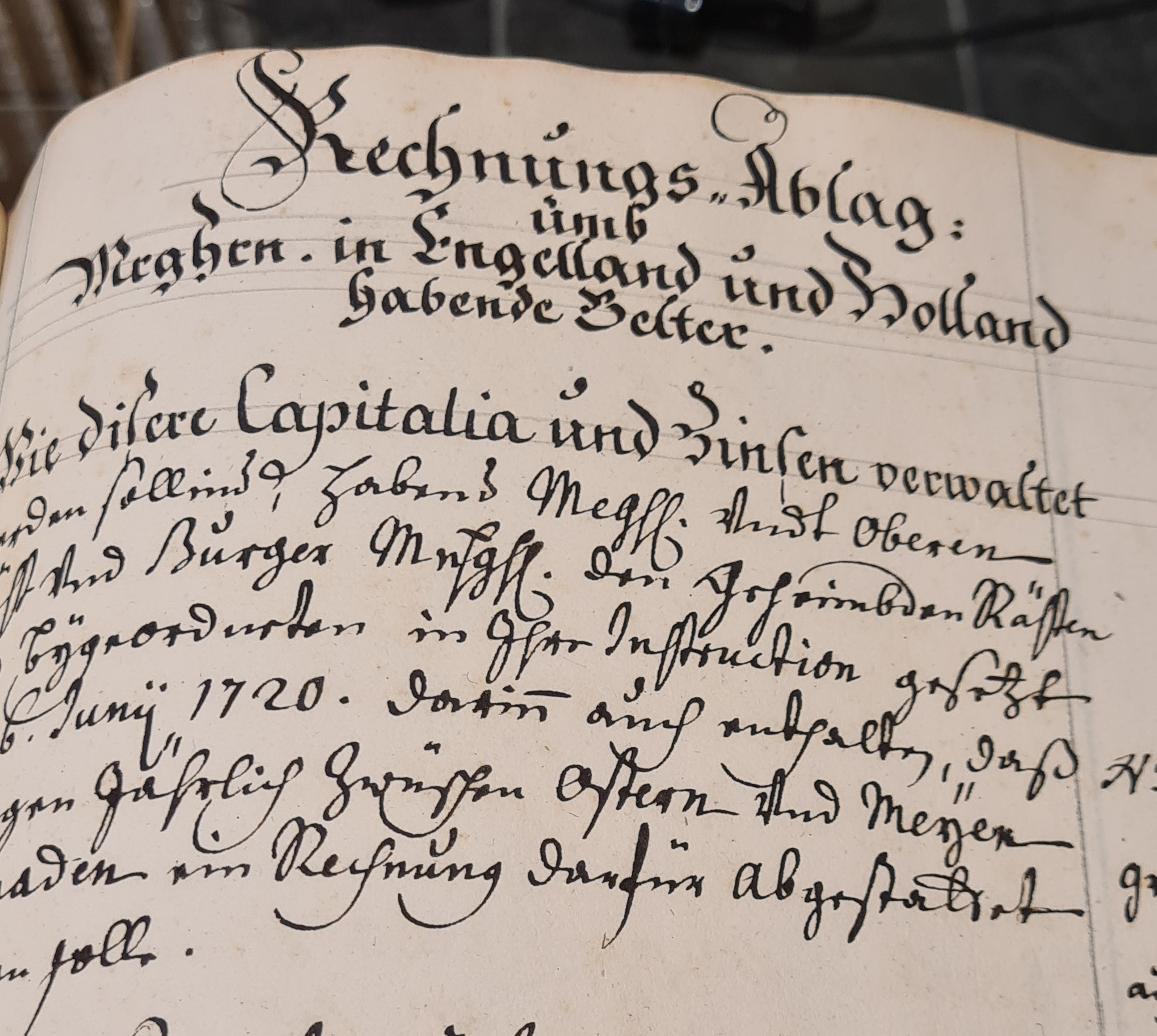
Instruktion für die äusseren Gelder (1720)

Das Kommissariat der englischen Gelder (auch Londische Vogtey) verwaltete von 1722 bis 1765 die in London angelegten Gelder der Stadt und Republik Bern.

## Geschichte
In der zweiten Hälfte des 17. Jahrhunderts begann Bern eine professionelle Bewirtschaftung der Überschüsse vorzunehmen. Ab 1710 wurde das Bankhaus Malacrida & Cie. zusammen mit der Bank Samuel Müller & Cie. in London beauftragt, Gelder im Ausland anzulegen. Ab 1719 wurde auch in die South Sea Company investiert, die sich zum Ziel gesetzt hatte, mit dem Sklavenhandel Gewinne zu erzielen. Die Südseeblase verursachte 1720 die Berner Bankenkrise, während der zahlreiche Berner Gläubiger beträchtliche Vermögenswerte verloren. Nachdem die beauftragen Bankhäuser Malacrida & Cie. und Samuel Müller zahlungsunfähig worden waren, entsandte der bernische Grosse Rat im Dezember 1720 die beiden Grossräte Samuel Tscharner und Marcus Morlot als Agenten (Commissarii oder Abgeordnete) nach London. Tscharner und Morlot baten die bernische Obrigkeit mehrfach vergeblich um administrative Unterstützung. 1724 legte Tscharner schließlich sein Mandat nieder. Im Rahmen der Wahl Johann Rudolf Hackbretts zum Kommissär arbeitete der Geheime Rat eine Instruktion aus, die Stelle in London wurde nun Station genannt und mit jährlich 600 Pfund Sterling besoldet. In Bern amtete ein Sekretär der englischen Gelder als weiterer Beamter dieser Einrichtung, ab 1727 zusätzlich ein Kassier als Stellvertreter des Sekretärs. Die Stelle des Sekretärs in Bern hatte Daniel Knopf, früherer Agent der Bank Malacrida & Cie. inne, später dessen Stiefsohn Hans Müller. Nachdem in London Kapitalgewinne flossen wurde die Station in London 10. Mai 1730 in ein Amt (Vogtei) zweiter Klasse umgewandelt. Die Amtszeit betrug vier Jahre, die Stelle wurde im Unterschied zu den Landvogteien nicht durch das Los, sondern durch das Ballotenmehr besetzt. Anforderung für das Amt war die Mitgliedschaft im Grossen Rat, wobei Altamtleute (bspw. Landvögte) nach Ablauf ihres Amts vier Jahre warten mussten, bevor sie sich für die Londische Vogtey zur Verfügung stellen konnten. Der Kommissär der englischen Gelder musste der Englischen Sprache mächtig sein, über entsprechende Fachkenntnisse verfügen und sich vier Jahre in London niederlassen, was den Posten unattraktiv machte. Mit den Brüdern Jonas Emanuel Bondeli und Beat Heinrich Bondeli wurde die Stelle zwei Mal mit Söhnen des Diplomaten Emanuel Bondeli besetzt. Nach jahrelangen Diskussionen und Erwägungen wurde das Amt in London 1764 abgeschafft. Bern übertrug die Verwaltung der englischen Gelder dem Londoner Bankhaus Van Neck.

## Liste der Kommissäre
- Samuel Tscharner, 1720–1724
- Marcus Morlot, 1720–1724
- Johann Rudolf Hackbrett, 1724
- Hans Jakob Otth (II.)[10], 1726–1728
- Jonas Emanuel Bondeli, 1728–1730
- Jakob Lerber, 1730–1734
- Johann Rudolf May, 1734–1738[11]
- Abraham Jenner, 1738–1742[12]
- Niklaus Emanuel von Diesbach, 1742–1746[13]
- Alexander Thormann, 1746–1750[5]
- Beat Heinrich Bondeli, 1750–1754[14]
- Johann Rudolf Fels, 1754–1758[5]
- Karl Steiger, 1758–1762[15]
- Ludwig von Muralt, 1762–1765[16]